# 第3次シャフリル内閣
第3次シャフリル内閣 (だいさんじ シャフリル ないかく、インドネシア語: Kabinet Sjahrir Ketiga) は、1946年10月2日にスータン・シャフリル首相によって設立され、率いられた3番目の内閣で、1947年6月27日まで務めた。

## 背景
スータン・シャフリル首相の誘拐後、誘拐の責任者らはスカルノ・ハッタ政権の打倒を試み、政府内閣をタン・マラカ率いる「最高政治評議会」に置き換え、スカルノの軍事権限をスディルマン将軍に移譲した。 軍隊とともに誘拐を実行したスダルソノ将軍は、大統領に会うためにモハマド・ヤミンとともにジャカルタに向かったが、両者とも逮捕された。 スカルノは最終的にスディルマンに再びシャフリルを支持し、タン・マラカを含む反乱軍を逮捕するよう説得した。
1946年8月中旬、中央インドネシア国家委員会(KNIP)は、当時の状況は議院内閣制の再結成を正当化すると述べた。 シャフリルは再び組閣を要請されたが、前の2回の内閣とは異なり、閣僚選出における彼の影響力は限定的であった。 6週間の交渉の後、1946年10月2日に新内閣が発表された。内閣のメンバーには、さまざまな政党、中国人およびアラブ人コミュニティの代表、女性の代表が含まれていた。 同日、スカルノ大統領は非常事態宣言を解除し、シャフリル氏を政府首相に任命する法令を発令した。 スカルノ大統領は10月5日、西ジャワ州チルボンで正式に内閣を発足させた。

## 内閣の顔ぶれ・人事
| 職名                 | 氏名 | 氏名                                           | 内閣 | 内閣               |
| -------------------- | ---- | ---------------------------------------------- | ---- | ------------------ |
| 内閣総理大臣         |      | スータン・シャフリル                           |      | 社会党             |
| 外務大臣             |      | スータン・シャフリル                           |      | 社会党             |
| 内務副大臣           |      | アグス・サリム                                 |      | 無所属             |
| 内務大臣             |      | モハマド・ルム                                 |      | マシュミ           |
| 内務副大臣           |      | ウィホノ                                       |      | 社会党             |
| 法務大臣             |      | スサント・ティルトプロジョ                     |      | インドネシア国民党 |
| 法務副大臣           |      | ハディ                                         |      | 無所属             |
| 大蔵大臣             |      | シャフルディン プラウィラネガラ                |      | マシュミ           |
| 財務副大臣           |      | ルクマン・ハキム                               |      | インドネシア国民党 |
| 商業大臣             |      | アドナン・カパウ・ガニ                         |      | インドネシア国民党 |
| 商業副大臣           |      | ユスフ・ウィビソノ                             |      | マシュミ           |
| 保健大臣             |      | ダルマ セティアワン                            |      | 無所属             |
| 保健副大臣           |      | ヨハネス・ライメナ                             |      | キリスト教党       |
| 文部大臣             |      | ミスター・スワンディ                           |      | 無所属             |
| 教育副大臣           |      | グナルソ                                       |      | 無所属             |
| 社会大臣             |      | マリア・ウルファ・サントソ                     |      | 無所属             |
| 社会副大臣           |      | アブドゥル・マジド・ジョジョハダイニングラット |      | 社会党             |
| 宗教大臣             |      | ファトゥラックマン                             |      | マシュミ           |
| 人民安全保障大臣     |      | アミール・シャリフディン                       |      | 社会党             |
| 人民安全保障省副大臣 |      | ハルソノ・チョクロアミノト                     |      | マシュミ           |
| 逓信大臣             |      | モハマッド・ナシール                           |      | マシュミ           |
| 通信副大臣           |      | アブドゥラフマン・バスウェダン                 |      | 無所属             |
| 運輸大臣             |      | ジュアンダ・カルタウィジャヤ                   |      | 無所属             |
| 運輸副大臣           |      | セチャジット・スゴンド                         |      | 労働党             |
| 公共事業大臣         |      | アビクスノ・チョクロスヨソ                     |      | キリスト教党       |
| 公共事業副大臣       |      | ハーリング・ラオ                               |      | インドネシア国民党 |
| 国務大臣             |      | ハメンクブウォノ9世                            |      | 無所属             |
| 国務大臣             |      | ワヒド・ハシム                                 |      | マシュミ           |
| 国務大臣             |      | ウィカナ                                       |      | 共産党             |
| 国務大臣             |      | スダルソノ                                     |      | 社会党             |
| 国務大臣             |      | タン・ポ・グァン (世襲大臣)                    |      | 社会党             |
| 国務大臣             |      | アーネスト・ダウズ・デッカー                   |      | 無所属             |

## 内閣の解散
1947年 3月25日、インドネシアとオランダはリンガルジャティ協定に署名しました。 この協定は、第二次世界大戦後、インドネシアから軍隊を撤退させる計画を立てていたイギリスから、インドネシア側と協定を結ぶようオランダに圧力をかけた結果であった。 この協定は、ジャワ島とスマトラ島に対する事実上のインドネシアの主権を認め、インドネシア連邦共和国の連邦国家の設立を求めた。 しかし、両当事者は合意への同意がますます高まり、合意に違反しているとしてお互いを非難した。 インドネシア政府によって戦争の脅威とみなされていた1947年5月27日のオランダの最後通牒が後にファン・ムック副総督によって明らかにされた後、シャフリルは一時的なオランダの主権と外交政策の管理を含む一連の譲歩を行った。 アミール・シャリフディンやウィカナを含む多くの左翼閣僚はこの譲歩を非難し、少数政党は次々とシャフリルを放棄した。 その後、真弓氏は内閣を去った。 反対に直面して、シャフリルは1947年6月27日に辞任した。スカルノは再び非常事態を宣言し、閣僚に新しい内閣に交代するまで職務に留まるよう求めた。